# Tricentrus ludingensis
Tricentrus ludingensis är en insektsart som beskrevs av Yuan och Xiaolong Cui. Tricentrus ludingensis ingår i släktet Tricentrus och familjen hornstritar. Inga underarter finns listade i Catalogue of Life.